# Zamek Mareccio
Zamek Mareccio (wł. Castel Mareccio; niem. Schloss Maretsch) – XII-wieczny zamek w północnych Włoszech położony w pobliżu Bolzano w otoczeniu winnic. W zamku odbywają się doroczne obchody święta wina.